# Phaonia aurantica
Phaonia aurantica är en tvåvingeart som först beskrevs av Albuquerque och Matthew J. Medeiros 1980.  Phaonia aurantica ingår i släktet Phaonia och familjen husflugor. Inga underarter finns listade i Catalogue of Life.